# Onkaparinga (fiume)
L'Onkaparinga è un fiume di 88 chilometri dell'Australia meridionale. Le sue sorgenti sono nei monti Lofty e scorre interamente nella regione Adelaide Meridionale; dà il nome alla città di Onkaparinga.

## Etimologia
Il nome è un'evoluzione di quello originario nella lingua aborigena locale Gaurna, Ngangkiparri o Ngangkiparingga (il suffisso -ngga significa "presso") e significa "fiume delle donne".

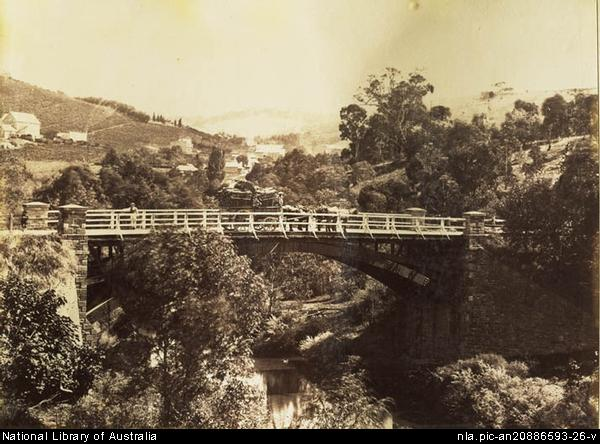
Ponte sull'Onkaparinga a Clarendon, 1869 circa

## Storia
Il 13 aprile 1831, il capitano militare inglese Collet Barker arrivò a Capo Jervis sull'Isabella. Esaminò la costa orientale del Golfo di San Vincenzo e il giorno 15 scoprì l'Onkaparinga. Dopo aver ancorato, esplorò l'entroterra a nord dell'attuale sito di Adelaide e salì sui monti Lofty, da dove avvistò la baia di Port River, quella di Barker e il futuro Port Adelaide.
Nel 1837 l'ispettore generale dell'Australia meridionale, il colonnello William Light, gli diede il nome di fiume Field, in onore del tenente della marina reale William George Field (1804-1850) del brigantino Rapid (uno della prima flotta dello Stato), che aveva condotto le prime esplorazioni sistematiche della zona, ma il successivo governatore George Gawler tornò al nome indigeno.
I primi coloni europei che esplorarono la sua valle e le sue sorgenti furono la spedizione di George Imlay e John Hill nel gennaio 1838.

## Corso
L'Onkaparinga scorre sulle colline dei monti Lofty fra il monte Torrens e Charleston; tende verso sud-ovest, a sud del centro di Adelaide, e sfocia a Port Noarlunga.
Il bacino idrografico copre un'area di oltre 500 chilometri e include parzialmente le aree protette dell'Encounter Marine Park, Onkaparinga River National Park, Onkaparinga River Recreation Park e Port Noarlunga Reef Aquatic Reserve. Il fiume copre un dislivello di 422 metri.

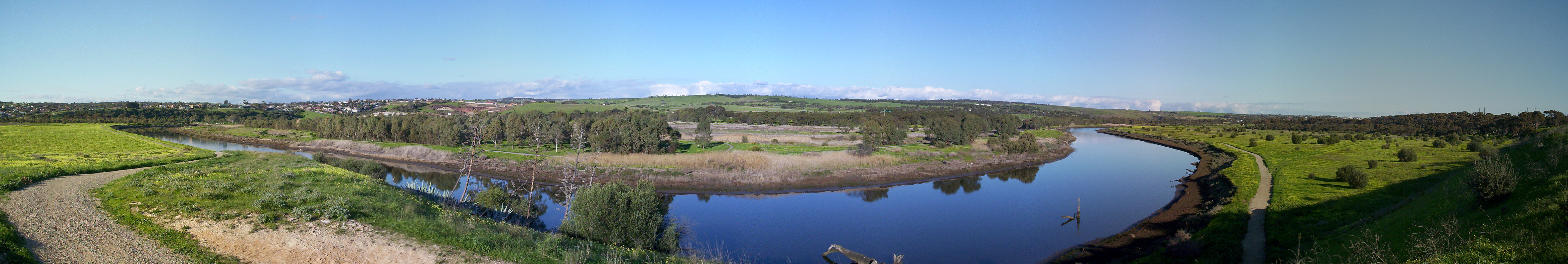
L'estuario dell'Onkaparinga in un pomeriggio invernale a Noarlunga Downs, verso est

L'Onkaparinga è il secondo fiume dell'area metropolitana di Adelaide, dopo il Torrens, e le fornisce acqua potabile; in ogni caso, solitamente il serbatoio cittadino è alimentato tramite pompaggio dal Murray.
L'estuario dell'Onkaparinga è una zona importante di nutrimento per le specie di pesci di mare locali.

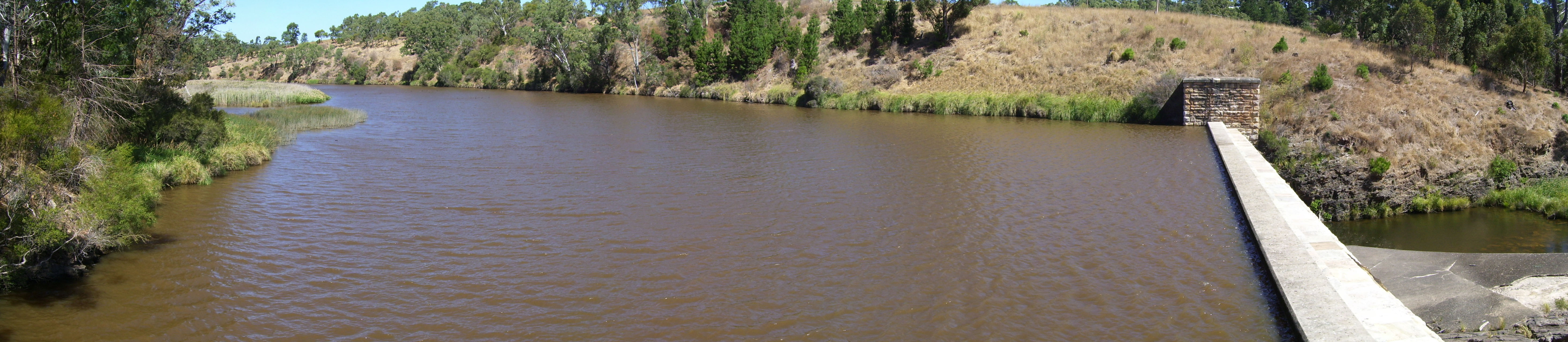
L'Onkaparinga a Clarendon Weir